# Louise af Danmark (1726-1756)
 Der er flere personer med dette navn, se Louise af Danmark.
Prinsesse Louise af Danmark-Norge (19. oktober 1726 – 8. august 1756) var en dansk prinsesse, der var hertuginde af Sachsen-Hildburghausen fra 1749 til 1756 som ægtefælle til hertug Ernst Frederik 3. af Sachsen-Hildburghausen. Hun var datter af kong Christian 6. og dronning Sophie Magdalene og var således søster til kong Frederik 5..

## Biografi
Prinsesse Louise blev født den 19. oktober 1726 på Københavns Slot som datter af Kronprins Christian (den senere Christian 6.) i hans ægteskab med Sophie Magdalene af Brandenburg-Kulmbach.

## Personlighed
At slutte efter udtalelser af fremmede diplomater var hun en livlig, frisk natur; men hun led af den naturfejl, at hun stammede. I det hele udmærkede hun sig næppe ved nogen indtagende personlighed; dels dette, dels hendes kendelige lede ved den stive hoftone ved hendes forældres hof gjorde, at hun ikke stod disse meget nær. Christian 6. taler i et brev til sin ven grev Stolberg om hendes "uopdragne Væsen".

## Ægteskab
I begyndelsen blev opmærksomheden mest blev henledt på hende ved de forskellige forsøg, hendes far gjorde på at få hende gift, snart med Georg 2. af Storbritanniens yngre søn, Hertugen af Cumberland, snart med den prins af Pfalz-Zweibrücken-Birkenfeld, der var på tale ved tronfølgervalget i Sverige 1742-43, snart med en prins af Mecklenburg. Disse planer gik dog af forskellige grunde i vasken. Under spændingen imellem den dansk-norske stat og Sverige efter Adolf Frederiks valg til svensk tronfølger 1743 var det alvorlig på tale, at et giftermål mellem hende og Adolf Frederik skulle være et af midlerne til at føre til en forsoning; men planere gik i vasken på Christian 6.'s ukloge uvilje imod at se sin datter gift med en gottorpsk prins.
Under Frederik 5.s regering så det stærkt ud til, at der var ved at udvikle sig en gensidig tilbøjelighed imellem hende og en kammerjunker Ahlefeldt, der måtte bøde for sin dristighed i så henseende med nogle års fængsel på Munkholmen.
Måske havde hendes ære lidt overlast i denne forbindelse, for i 1749 blev hun i al hast gift med hertug Ernst Frederik 3. af Sachsen-Hildburghausen, med en stor medgift. Hun blev gift på Hirschholm Slot, nord for København den 1. oktober 1749.
Som sine forældre var Louise strengt religiøs. Hendes arbejde som en hertuginde i Hildburghausen beskrives som sublimt, gudfrygtigt, dydigt, korrekt og i nøje overensstemmelse med en forpligtelsen for en regent. Den stolte og forkælede hertuginde indførte en bekostelig hofordning med stive etiketter. Carl Barth beskriver forholdene i retten under regeringstid af hertuginden:
"Hertug Ernst Friedrich Carls første kone, en kongelig prinsesse af Danmark var flyttet ind med kongelige udgifter. Byen oplevede med stolthed de guldblikprydede hajdukker, desuden løbere med store sølvbeslåede stokke, jagtpiske eller brændere foran forgyldt, med spejle på og rundt besatte pragtkarosser gennem gaderne. Store  kaneforlystelser, maske- og andre baller, fremragende jagter, balletter på teateret og skuespil glædede om vinteren. Et talrigt følge, blomsten af ridderlighed og damer i funklende krinoliner, fyldte hallerne, lakajerne selv trængtes i flok i forværelset, udvalgte heste af alle racer i staldene, alle kasser havde megen tom plads."

## Børn
Hun fødte kun et enkelt barn, der døde efter en måneds tid: Prinsesse Frederikke Sophie Juliane Caroline (5. december 1755 – 10. januar 1756).

## Død
Hun døde 8. august 1756. Nogle af hendes ejendele må være returneret til København, for på Rosenborg findes en rokokomontre med en voksdukke af det afdøde barn (ikke udstillet - inv. 27-42).